# Pep Balaguer
José Balaguer Berga (Puebla de Vallbona, Valencia, España, 1 de diciembre de 1950) es un exfutbolista que jugaba de portero en el Valencia CF y entrenador español. 

## Carrera deportiva
Balaguer era un portero grandullón, muy seguro en el blocaje por alto, exento de adornos, que organizaba la defensa con energía. Salvo mínimas excepciones, paraba lo parable y encajaba lo imparable. Parece una perogrullada, pero es el arte de frustrar los tiros imposibles lo que separa a un profesional competente de una estrella. Balaguer, que por centrado y sereno nunca pareció novato, no llegó a dar ese salto de calidad.
Hizo sus mejores partidos enfermo de gripe, en el Trofeo de París de 1975; el más flojo, en el Camp Nou con un 6-1 desolador y cinco goles de Clarés, que no marcó tantos en toda su carrera barcelonista. Buen entendedor del fútbol, desde una perspectiva pragmática, pasó al cuerpo técnico del Valencia CF desde su retirada. Ha sido preparador de porteros, entrenador del Mestalla y urdió un excelente Levante, ascendido a Segunda División y al que, en el curso de 2000, solo faltó un empujón para el retorno a la élite.
Nueve temporadas pasó en el primer equipo del Valencia CF: cinco con intervención habitual, que incluyeron las rosas de la capitanía en la campaña del 1977 y las espinas de una fractura de cervicales en los preliminares de la 1974; las demás puramente testimoniales, limitado a algún que otro partido de Copa o Recopa.
Se inició como entrenador en las categorías inferiores del Valencia CF; fue entrenador del Levante UD, donde logró el último ascenso del Levante a Segunda División A en la temporada 1998-99, y más tarde volvería a coger las riendas del equipo valenciano en 2001. Más tarde entrenaría al FC Cartagena y se encargaría de la secretaría técnicas del Levante UD.